# Кысык-Алма
Кысык-Алма (кирг. Кысык-Алма) — село в Узгенском районе Ошской области Кыргызстана. Входит в состав Джалпак-Ташского аильного округа. Код СОАТЕ — 41706  255 813 05 0

## Население
По данным переписи 2023 года, в селе проживало 322 человек.